# Jason Witt
Jason Witt (Kansas City, Misuri, 7 de noviembre de 1986) es un artista marcial mixto estadounidense que compite en la división de peso wélter de Ultimate Fighting Championship.

## Primeros años
Comenzó a entrenar alrededor de 2009 con su tío, que solía ser un kickboxer profesional.

## Carrera en las artes marciales mixtas

### Inicios
Luchó a nivel local en los regionales de Misuri, debutando el 3 de abril de 2009. Su debut en las filas amateur fue una derrota contra Tyler Johnson. Se convirtió en profesional en marzo de 2013 y ganó su primer combate el 26 de abril en Shamrock Fighting Championships, derrotando a Nick Felix. Witt competiría después en organizaciones como Shamrock FC, Titan FC y Bellator MMA, y Legacy Fighting Alliance. Witt incluso obtuvo una victoria sobre el veterano de UFC y luchador de BKFC, Isaac Vallie-Flagg y el veterano de UFV Jake Lindey.

### Ultimate Fighting Championship
Debutó en la UFC contra Takashi Sato el 27 de junio de 2020 en UFC on ESPN: Poirier vs. Hooker. Perdió el combate por TKO en el primer asalto.
Se enfrentó a Cole Williams el 31 de octubre de 2020 en UFC Fight Night: Hall vs. Silva. En el pesaje, Cole Williams no cumplió con el peso, pesando 175.5 libras, cuatro libras y media por encima del límite del combate de peso wélter sin título. El combate continuó en el peso acordado y Williams fue multado con un porcentaje de su bolsa individual que fue a parar a Witt. Ganó el combate por sumisión en el segundo asalto.
Se enfrentó a Matthew Semelsberger el 13 de marzo de 2021 en UFC Fight Night: Edwards vs. Muhammad. Perdió el combate por KO en el primer asalto.
Se enfrentó a Bryan Barberena el 31 de julio de 2021 en UFC on ESPN: Hall vs. Strickland. Ganó el combate por decisión mayoritaria. Este combate le valió el premio a la Pelea de la Noche.
Se enfrentó a Philip Rowe el 5 de febrero de 2022 en UFC Fight Night: Hermansson vs. Strickland. Perdió el combate por TKO en el segundo asalto.
Se esperaba que se enfrentara a Josh Quinlan el 6 de agosto de 2022 en UFC on ESPN: Santos vs. Hill. Sin embargo, el combate se trasladó para una semana después en UFC on ESPN: Vera vs. Cruz debido a que Quinlan fue retirado del evento por un hallazgo atípico de drogas; metabolito a largo plazo (o metabolito M3) del esteroide dehidroclorometiltestosterona (DHCMT) en una muestra de orina. Perdió el combate por KO en el primer asalto.

## Campeonatos y logros
- Ultimate Fighting Championship
  - Pelea de la Noche (una vez) vs. Bryan Barberena[14]
- Kansas City Fighting Alliance
  - Campeonato de Peso Wélter de la KC Fighting Alliance (una vez)[20]
    - Cuatro defensas exitosas del título

## Récord en artes marciales mixtas
| Resultado | Récord | Oponente             | Método                                 | Evento                                     | Fecha                    | Ronda | Tiempo | Localización           | Notas                                                                 |
| --------- | ------ | -------------------- | -------------------------------------- | ------------------------------------------ | ------------------------ | ----- | ------ | ---------------------- | --------------------------------------------------------------------- |
| Derrota   | 19-9   | Josh Quinlan         | KO (puñetazo)                          | UFC on ESPN: Vera vs. Cruz                 | 13 de agosto de 2022     | 1     | 2:09   | San Diego, California  | Combate de peso acordado (180 libras).                                |
| Derrota   | 19-8   | Philip Rowe          | TKO (puñetazos)                        | UFC Fight Night: Hermansson vs. Strickland | 5 de febrero de 2022     | 2     | 2:15   | Las Vegas, Nevada      |                                                                       |
| Victoria  | 19-7   | Bryan Barberena      | Decisión (mayoritaria)                 | UFC on ESPN: Hall vs. Strickland           | 31 de julio de 2021      | 3     | 5:00   | Las Vegas, Nevada      | Pelea de la Noche.                                                    |
| Derrota   | 18-7   | Matthew Semelsberger | KO (puñetazo)                          | UFC Fight Night: Edwards vs. Muhammad      | 13 de marzo de 2021      | 1     | 0:16   | Las Vegas, Nevada      |                                                                       |
| Victoria  | 18-6   | Cole Williams        | Sumisión (estrangulamiento del brazo)  | UFC Fight Night: Hall vs. Silva            | 31 de octubre de 2020    | 2     | 2:09   | Las Vegas, Nevada      | Combate de peso acordado (175.5 libras); Williams no alcanzó el peso. |
| Derrota   | 17-6   | Takashi Sato         | TKO (puñetazos)                        | UFC on ESPN: Poirier vs. Hooker            | 27 de junio de 2020      | 1     | 0:48   | Las Vegas, Nevada      |                                                                       |
| Victoria  | 17-5   | Zak Bucia            | Decisión (unánime)                     | Fighting Alliance Championship 2           | 22 de febrero de 2020    | 3     | 5:00   | Independence, Misuri   |                                                                       |
| Victoria  | 16-5   | Roberto Neves        | Decisión (unánime)                     | Final Fight Championship 40                | 5 de septiembre de 2019  | 3     | 5:00   | Las Vegas, Nevada      |                                                                       |
| Victoria  | 15-5   | Cliff Wright         | Decisión (unánime)                     | Kansas City Fighting Alliance 34           | 27 de julio de 2019      | 3     | 5:00   | Independence, Misuri   | Defendió el Campeonato de Peso Wélter de la KC Fighting Alliance.     |
| Victoria  | 14-5   | Ashkan Morvari       | Sumisión (estrangulamiento por detrás) | LFA 50                                     | 21 de septiembre de 2018 | 3     | 1:01   | Prior Lake, Minnesota  | Combate de peso acordado (165 libras).                                |
| Derrota   | 13-5   | Hugh Pulley          | TKO (puñetazos)                        | Stronger Men's Conference 2018             | 13 de abril de 2018      | 2     | 1:44   | Springfield, Misuri    |                                                                       |
| Victoria  | 13-4   | Mark Lemminger       | TKO (puñetazos)                        | Chosen Few FC 13                           | 27 de enero de 2018      | 3     | 1:38   | Madison, Wisconsin     | Combate de peso acordado (175 libras).                                |
| Victoria  | 12-4   | Ty Freeman           | Decisión (unánime)                     | LFA 29                                     | 15 de diciembre de 2017  | 3     | 5:00   | Prior Lake, Minnesota  |                                                                       |
| Victoria  | 11-4   | Jake Lindsey         | Decisión (unánime)                     | Kansas City Fighting Alliance 25           | 30 de septiembre de 2017 | 3     | 5:00   | Independence, Misuri   | Defendió el Campeonato de Peso Wélter de la KC Fighting Alliance.     |
| Victoria  | 10-4   | Kenny Licea          | KO (puñetazo)                          | Carden Combat Sports 2                     | 24 de junio de 2017      | 2     | 0:09   | Kansas City, Misuri    |                                                                       |
| Victoria  | 9-4    | Wade Johnson         | Sumisión (estrangulamiento por detrás) | Pyramid Fights 2                           | 13 de mayo de 2017       | 1     | 2:37   | Searcy, Arkansas       |                                                                       |
| Derrota   | 8-4    | Justin Patterson     | TKO (puñetazos)                        | Bellator 174                               | 3 de marzo de 2017       | 3     | 0:13   | Thackerville, Oklahoma | Combate de peso acordado (175 libras).                                |
| Victoria  | 8-3    | Craig Eckelberg      | Sumisión (estrangulamiento por detrás) | Kansas City Fighting Alliance 21           | 9 de diciembre de 2016   | 1     | 4:31   | Independence, Misuri   | Defendió el Campeonato de Peso Wélter de la KC Fighting Alliance.     |
| Derrota   | 7-3    | Dakota Cochrane      | Sumisión (estrangulamiento por detrás) | Victory FC 52                              | 16 de julio de 2016      | 2     | 3:17   | Omaha, Nebraska        |                                                                       |
| Victoria  | 7-2    | Isaac Vallie-Flagg   | Descalificación (rodillazo ilegal)     | Titan FC 34                                | 18 de julio de 2015      | 3     | 1:54   | Kansas City, Misuri    | Combate de peso acordado (160 libras).                                |
| Victoria  | 6-2    | Ryan Dickson         | TKO (puñetazos)                        | GWFC 2                                     | 30 de mayo de 2015       | 1     | 1:00   | Burlington, Ontario    | Combate de peso acordado (163 libras).                                |
| Victoria  | 5-2    | Josh Tulley          | Decisión (unánime)                     | Kansas City Fighting Alliance 14           | 25 de abril de 2015      | 3     | 5:00   | Independence, Misuri   | Defendió el Campeonato de Peso Wélter de la KC Fighting Alliance.     |
| Victoria  | 4-2    | Jeremy Small         | Sumisión (estrangulamiento por detrás) | Kansas City Fighting Alliance 13           | 31 de enero de 2015      | 1     | 1:16   | Independence, Misuri   | Ganó el Campeonato de Peso Wélter de la KC Fighting Alliance.         |
| Derrota   | 3-2    | Jeremiah Denson      | KO (puñetazos)                         | Shamrock FC: High Stakes                   | 17 de mayo de 2014       | 1     | 2:54   | Kansas City, Misuri    | Debut en el peso medio.                                               |
| Victoria  | 3-1    | Tommy O'Neal         | Sumisión (estrangulamiento por detrás) | Epic Fight Night 2                         | 14 de diciembre de 2013  | 1     | 0:42   | Kansas City, Misuri    |                                                                       |
| Derrota   | 2-1    | Chance Rencountre    | TKO (puñetazos)                        | Titan FC 26                                | 30 de agosto de 2013     | 2     | 0:56   | Kansas City, Misuri    |                                                                       |
| Victoria  | 2-0    | Nick Felix           | Sumisión (estrangulamiento por detrás) | Shamrock FC: Fight Night                   | 26 de abril de 2013      | 1     | 1:37   | Kansas City, Misuri    |                                                                       |
| Victoria  | 1-0    | Henry Lindsay        | Sumisión (estrangulamiento por detrás) | Centurion Fights                           | 1 de marzo de 2013       | 1     | 2:09   | St. Joseph, Misuri     |                                                                       |